# بیا بگیرش
بیا و بگیرش (به زبان انگلیسی Come & Get It) ترانهٔ خوانندهٔ آمریکابی سلنا گومز برای آلبوم رقص ستاره‌ها است. این آهنگ توسط هالیوود رکوردز در ۸ آوریل ۲۰۱۳ منتشر شد. اساس این ترانه هندی است و در متن، عاشقی را توصیف می‌کند که تلاش می‌کند تا یک داستان عاشقانه که تمام شده را باز گرداند.

## زمینه
بعد از منتشر کردن سه آلبوم به همراه گروه سلنا گومز و صحنه، سلنا گومز خبر داد که می‌خواهد در کار گروه وقفه ایجاد شود و بیشتر روی بازیگری تمرکز کند. قبل از تابستان ۲۰۱۳ او انتشار آلبوم انفرادی خود به نام رقص ستارگان را اعلام کرد. متن این آهنگ اعتیاد به عشق مشکل‌ساز را توصیف می‌کند.